# Hallsburg (Teksas)
Hallsburg je grad u američkoj saveznoj državi Teksas. Prema popisu stanovništva iz 2010. u njemu je živjelo 507 stanovnika.